# 永州北站
永州北站位于湖南省永州市东安县和冷水滩区交界的马坪农业开发区，是湘桂铁路易家桥至永州站三线和益湛铁路上的车站。车站由广州局集团衡阳车务段管辖，办理货运业务，并将代替原永州东站的货运功能。车站于2018年随易家桥至永州站三线工程开工，2021年12月24日该线路建成而开通，车站货场则于2022年4月25日正式开通。
永州北站站场设有11条股道，南北各设一条牵出线，此外还建有永州北机务折返段和永州北货场。其中永州北机务折返段设有内燃整备线2条、预留电力整备线2条、机走线兼洗车线1条；车站货场占地总面积约71.10万平方米，设有4条货物线；另建有3个怕湿仓库、1个集装箱堆场作业区和1个散堆货物作业区。